# Михайловская волость (Славяносербский уезд)
Миха́йловская во́лость — бывшая административно-территориальная единица Славяносербского уезда Екатеринославской губернии.
По состоянию на 1886 год состояла из 10 поселений, 11 сельских общин. Население — 2 356 лиц (1 228 мужского пола и 1 128 — женского), 403 дворовых хозяйства.
|                       | Площадь, десятин | В том числе пахотной, дес. |
| --------------------- | ---------------- | -------------------------- |
| Сельских общин        | 2856             | 973                        |
| Частной собственности | 10563            | 3392                       |
| Другой собственности  | 171              | 60                         |
| В целом               | 13590            | 4425                       |

Крупнейшее поселение волости:
- Михайловка — бывшее собственническое село при реке Белая 24 версты от уездного города, 485 человек, 91 двор, православная церковь, скамейка. За 5 верст — железнодорожная станция Белая.

По данным на 1908 год население выросло до 4 365 человек (2 251 мужского пола и 2 114 — женского), насчитывалось 722 дворовых хозяйства.
По состоянию на 1916 год: волостной старшина — Панченко Семён Ефимович, волостной писарь — Дьяченко Иван Петрович, председатель волостного суда — Запорожченко Калина Иванович, секретарь волостного суда — Федченко Кирилл Семёнович.